# 木城镇 (夹江县)
木城镇，是中华人民共和国四川省乐山市夹江县下辖的一个乡镇级行政单位。2019年9月，撤销南安乡、龙沱乡和迎江乡，将其所属行政区域划归木城镇管辖。

## 行政区划
木城镇下辖以下地区：
上街社区、下街社区、后街社区、大旗村、新农村、汉柏村、太坪村、中坝村、郑村、代桥村、桂香村、白庙村、泉水村、石柱村、兰田村、民安村、白果村和五里村、龙沱村、修文村、三合村、赵沟村、联乡村、张山村和分水村、群星村、郭坪村、双鱼村、双龙村、东岳村、大桥村、黄祠村、石香村、古埝村、大兴村和师坝村、王宿村、联丰村、邓山村、显岗村、夏岗村、明水村、白岩村、马沟村、张口村、丁字村和兰坝村。